# Cylindrotomidae
Famille
Les Cylindrotomidae sont une famille d'insectes diptères nématocères.

## Liste des genres
Selon Catalogue of Life (27 févr. 2013) :
- genre Cylindrotoma
- genre Diogma
- genre Liogma
- genre Phalacrocera
- genre Stibadocera
- genre Stibadocerella
- genre Stibadocerina
- genre Stibadocerodes
- genre Triogma